# Léhon
Léhon är en kommun i departementet Côtes-d'Armor i regionen Bretagne i nordvästra Frankrike. Kommunen ligger i kantonen Dinan-Est som tillhör arrondissementet Dinan. År 2018 hade Léhon 3 110 invånare.

## Befolkningsutveckling
Antalet invånare i kommunen Léhon
Referens:INSEE